# Rosendo Ramos
Ramos  Maldonado est un nom espagnol. Le premier nom de famille, en général paternel, est Ramos ; le second, en général maternel, souvent omis, est Maldonado.
Luis Rosendo Ramos Maldonado, né le 6 septembre 1957, est un coureur cycliste mexicain. Il s'impose, notamment, par deux fois lors de l'épreuve sur route des Jeux panaméricains. Il représente son pays lors de trois Jeux olympiques.

## Repères biographiques
Rosendo Ramos est une légende du cyclisme mexicain. Il représente son pays lors de trois Jeux olympiques et lors de quatre Jeux panaméricains. Il est le seul coureur mexicain à avoir obtenu trois médailles d'or au niveau continental dans l'épreuve individuelle sur route. Pour sa victoire lors de la course en ligne des Jeux panaméricains de 1983, il reçoit la distinction du Premio Nacional de Deportes (es) ("Prix National du Sport" mexicain).
Âgé de dix-huit ans, il se fait connaître en remportant la course en ligne et la poursuite par équipes des championnats panaméricains de San Cristóbal, au Venezuela. Deux ans plus tard, à Saint-Domingue, il obtient l'or dans le contre-la-montre par équipes et le bronze dans la course en ligne. Il obtient, également, la médaille d'or de la course en ligne des Jeux panaméricains de Caracas, qu'il conserve quatre ans plus tard. En 1987, il assortit son titre du bronze dans le 100 km par équipes. Ce qui lui fait dire qu'il était plutôt un spécialiste de courses d'un jour que de courses par étapes. En 1975, il devient vice-champion mexicain de poursuite individuelle. Après son succès au Venezuela, il fait partie de la sélection qui représente son pays, lors des Jeux de Montréal. Victime d'une bronchite, lors des jours précédents la course olympique, il doit abandonner lors de celle-ci. Huit ans plus tard, il termine dix-septième à Los Angeles. Puis à Séoul, capitaine de route et entraîneur de la sélection, il finit soixante-dix-septième. En 2012, il dirigeait sa propre école de cyclisme, tout en étant, accessoirement entraîneur et commentateur sportif. Il reste très populaire ; le public continuant de l'appeler "Chendo".

## Palmarès
- 1974
  - 4e étape du Tour du Venezuela
- 1977
  - 5e et 12e étapes du Tour du Guatemala
- 1980
  - Vuelta Ciclista Internacional al Estado de Chiapas (Tour du Chiapas)[2]
  - 8e étape du Tour du Táchira
- 1981
  - Tour du Chiapas[2]

## Résultats sur les championnats
| Course en ligne 3 participations. - Montréal 1976 : abandon. - Los Angeles 1984 : 17e au classement final. - Séoul 1988 : 77e au classement final. 100 km par équipes 1 participation. - Séoul 1988 : 22e au classement final. | 4 participations. - Mexico 1975 - San Juan 1979 - 4e du 100 km contre-la-montre par équipes. - Caracas 1983 - Médaillé d'or de la course en ligne. - Indianapolis 1987 - Médaillé d'or de la course en ligne. - Médaillé de bronze du 100 km contre-la-montre par équipes. |

| - San Cristóbal 1976 - Médaillé d'or de la course en ligne. - Médaillé d'or de la poursuite par équipes (avec Francisco Huerta (en), Rubén Camacho (en) et Jorge Hernández). - Saint-Domingue 1978 - Médaillé d'or du 100 km contre-la-montre par équipes (avec José Lara, Bernardo Colex et José Luis Castañeda (en)). - Médaillé de bronze de la course en ligne. - Médaillé de bronze de la poursuite par équipes. - Medellín 1988 - 10e de la course en ligne. | - Medellín 1978 - Médaillé de bronze de la poursuite par équipes. - La Havane 1982 - Médaillé d'argent du 100 km contre-la-montre par équipes. - Médaillé de bronze de la course en ligne. - Mexico 1990 - Médaillé d'argent du 100 km contre-la-montre par équipes. |